# Solitario (House M.D.)
Solo es el primer episodio de la cuarta temporada de House y el septuagésimo primer episodio en general.

## Trama
Cuando un edificio de oficinas colapsa tras una explosión, House tiene que trabajar rápidamente para diagnosticar a una mujer joven, Megan, quien sobrevivió al desastre. Debido a sus daños, la forma única de Megan para comunicarse es parpadeando con un ojo. En su típico modo de actuar, y después de que Cuddy lo forzara a diagnosticar al desconectarle la guitarra mientras tocaba, lo primero que hace House es ir a la casa de Megan para buscar pistas (mintiéndole a Wilson diciéndole que irán a un restaurante).   
House descubre el diario de Megan y deduce que  ella consume antidepresivos. Cuando House menciona esto en el Hospital Princeton-Plainsboro, el novio de Megan y su madre se lo niegan a Cuddy, quien está de acuerdo con el diagnóstico.  Aun así, el diagnóstico falla cuando comienzan a aparecer nuevos síntomas. 
Durante el episodio, Cuddy y Wilson intenta convencer a House para contratar un nuevo equipo de diagnóstico médico, mientras House insiste en que no lo necesita. En cambio,  prueba con una lluvia de ideas con un conserje, e incluso le da a él un delantal médico y lo pone de pantalla como doctor frente al novio y a la madre de Megan y además llega a pedir que firme un consentimiento informado. En un intento de probar que House necesita un equipo nuevo, Cuddy envía un memo prohibiendo a cualquiera en el hospital de asistirle en  su diagnóstico. Mientras tanto, y con el mismo objetivo, Wilson "secuestra" la guitarra de House y deja una nota de rescate (hecha con revistas y periódicos). 
House se pasea por la Sala de Urgencias donde el empieza a preguntar a cualquiera de los médicos acerca de los síntomas de su paciente y qué los puede causar. Nadie responde excepto una doctora joven. House nota que su preocupación por las personas "le recuerda a alguien," presumiblemente a la Dra. Cameron.  
Durante su conversación con ella, él decide que deben ser dos condiciones separadas: síndrome agudo de disnea respiratoria y síndrome de aplastamiento. Cuando Cuddy descubre a la patóloga trabajando en el diagnóstico de House que ha estado hecho con respecto al posible alcoholismo de Megan,  descubre que House ha enviado un segundo memo desde su correo electrónico diciéndole al personal ignorar el primer memo (además se observan granulomas hepáticos por alergia a la cefalosporinas). También convence a un paciente de cáncer de Wilson de moverse a una habitación diferente de modo que Wilson crea que el paciente fue secuestrado (en venganza debido a que Wilson le rompe el puente a la guitarra eléctrica, que a su vez fue porque House borró su TiVo). House hace varios revelaciones asombrosas sobre la paciente que sorprenden a su novio y madre: House declara que ella ha tenido un aborto y aparentemente le mintió sobre eso, sumado a que la paciente también es una bebedora empedernida (al ver House que sufría Delirium tremens), algo que impresiona a ambos. 
House continúa dando el tratamiento basado en la condición de la mujer y en los registros médicos, y su condición continuamente empeora. Wilson entonces invade la oficina de House y le exige saber hacia dónde movió al paciente con cáncer. Wilson dice que si a su paciente le dan la medicación incorrecta  debido a la ficha clínica incorrecta,  puede morir. Esto provoca que House se de cuenta que la paciente que él ha estado tratando está teniendo la medicación incorrecta porque  es la paciente incorrecta. House la despierta de su estado comatoso utilizando anfetaminas y le pregunta su nombre. La mujer se esfuerza, pero finalmente dice "Liz". 
Liz es de hecho compañera de trabajo de Megan, quien trabajaba en la misma área de la oficina del edificio que colapsó. Ambas tienen el mismo color de cabello y complexión, y sus caras estaban malheridas cuándo el edificio colapsó, dejándoles a ellas identificadas de forma incorrecta por sus familias. La Megan verdadera murió en otro lugar en el hospital con el novio de Liz a su lado. Cuddy va a la oficina de House para hablar sobre el caso. 
Menciona que mientras House solucionaba el caso, lo habría solucionado mucho más rápido si su equipo estuviera presente, ya que Cameron no habría aceptado que un novio tuviera tan poco conocimiento sobre el amor de su vida, y cuando House diagnosticaba condiciones múltiples, Foreman habría trabajado duro para probar la equivocación de House, mientras que Chase trabajaría para demostrar que House estaba en lo correcto; esta es la primera vez que los tres miembros depuestos del equipo son mencionados por nombre en el episodio a pesar las múltiples menciones sobre ellos. House aparentemente se da cuenta la validez del punto de vista de Cuddy y decide contratar un equipo nuevo, aunque  lo haga a su manera. 
El episodio termina con primer plano de House rasgueando una pequeña tonada en su guitarra recuperada, preparando a sus nuevos reclutas, quiénes resultan estar en una habitación de 40.